# Berschneider + Berschneider
Berschneider + Berschneider ist ein deutsches Architekturbüro, das im Jahr 2002 von Gudrun und Johannes Berschneider in Pilsach gegründet wurde.

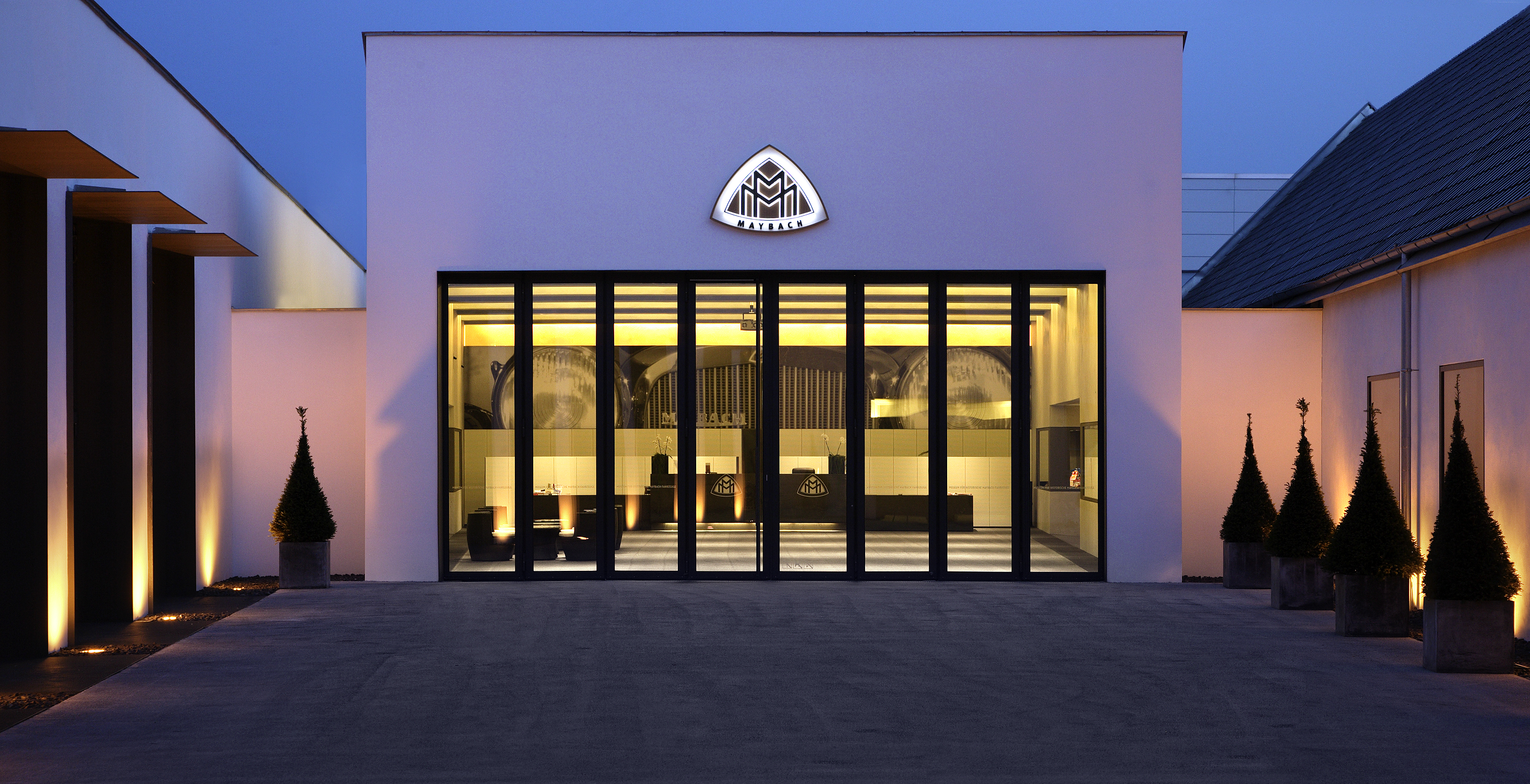
Maybach-Museum, Neumarkt in der Oberpfalz

## Partner
Gudrun Berschneider (* 1959 in Neumarkt-St. Veit) machte im Jahr 1982 ein Diplom in Innenarchitektur an der Fachhochschule Rosenheim und diplomierte 1984 sie in Architektur bei Oswald Peithner an der Fachhochschule Regensburg. Ab 1985 arbeitete sie bei Berschneider & Knychalla. 2002 wurde sie in den Bund Deutscher Architekten berufen.
Johannes Berschneider (* 1952 in Pilsach; † 2022 ebenda) machte im Jahr 1978 ein Diplom in Innenarchitektur an der Fachhochschule Rosenheim und arbeitete im Anschluss für vier Jahre bei Wilhelm und M. Schlegtendal in Nürnberg. 1984 diplomierte er in Architektur bei Oswald Peithner an der Fachhochschule Regensburg. 1984 war er Mitglied im Büro Berschneider & Knychalla. 1986 wurde er in den Bund Deutscher Architekten berufen. 
Johannes Berschneider organisierte die Vortragsreihe Architektur + Baukultur in Neumarkt, bei der namhafte Architekten zu Gast waren wie unter anderem Luigi Snozzi, Mario Botta, Peter Haimerl, Armando Ruinelli, Meinhard von Gerkan, Volkwin Marg, Quintus Miller, Florian Fischer, Friedrich Kurrent, Andreas Meck, Volker Staab, Anne Beer, Stefan Forster, Andreas Theilig, Bernhard Karpf, Sven Matt, Florian Nagler, Paul Kahlfeldt, Hilde Léon, Jan Kleihues und Andreas Cukrowicz.

## Bauten (Auswahl)

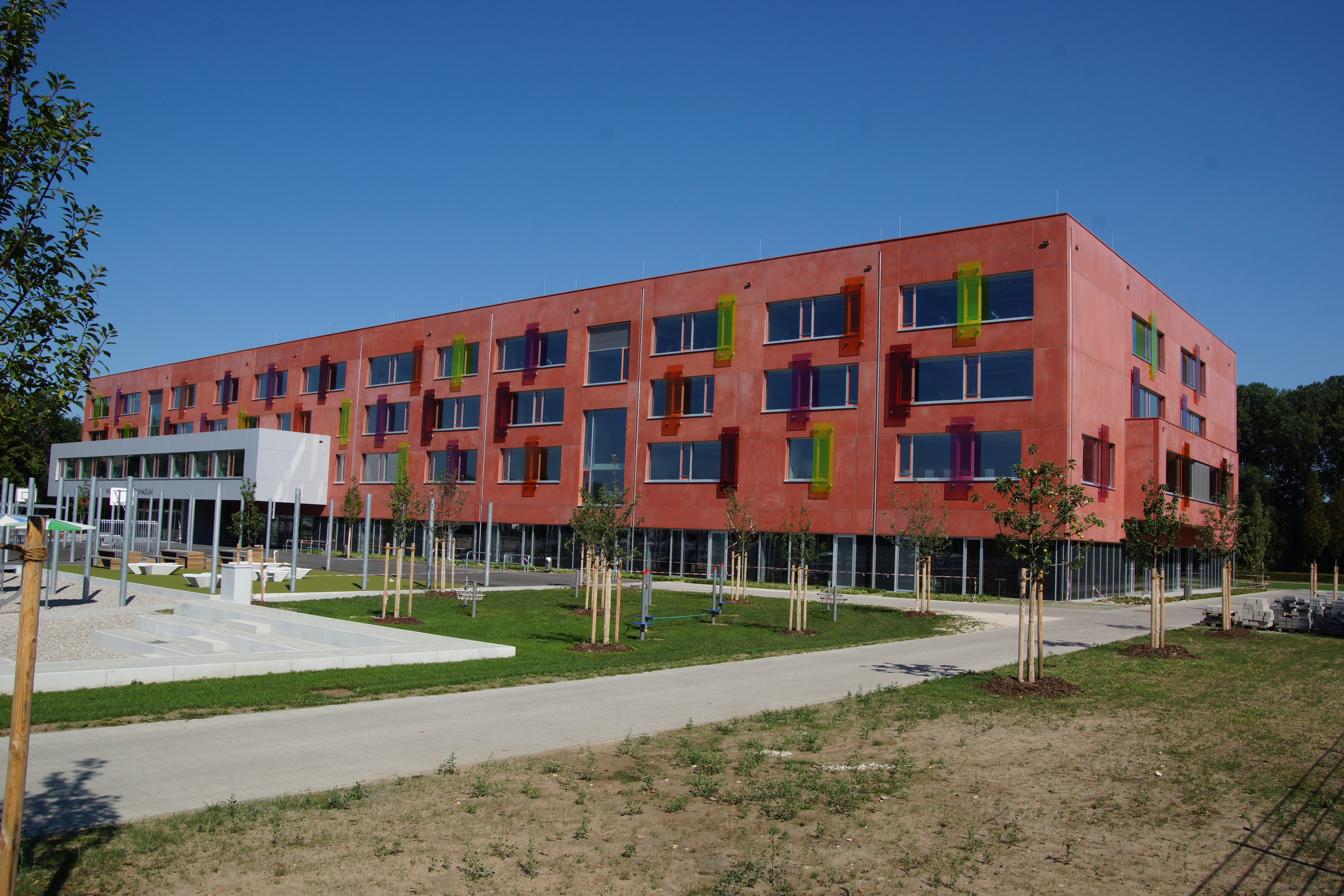
Willibald-Gluck-Gymnasium, Neumarkt in der Oberpfalz

Das Ehepaar Berschneider errichtete Wohnhäuser in Neumarkt, Amberg, Regensburg, Ingolstadt und Schwaig.
- Golfclub, Lauterhofen[6]
- Haus Stadler, Ingolstadt

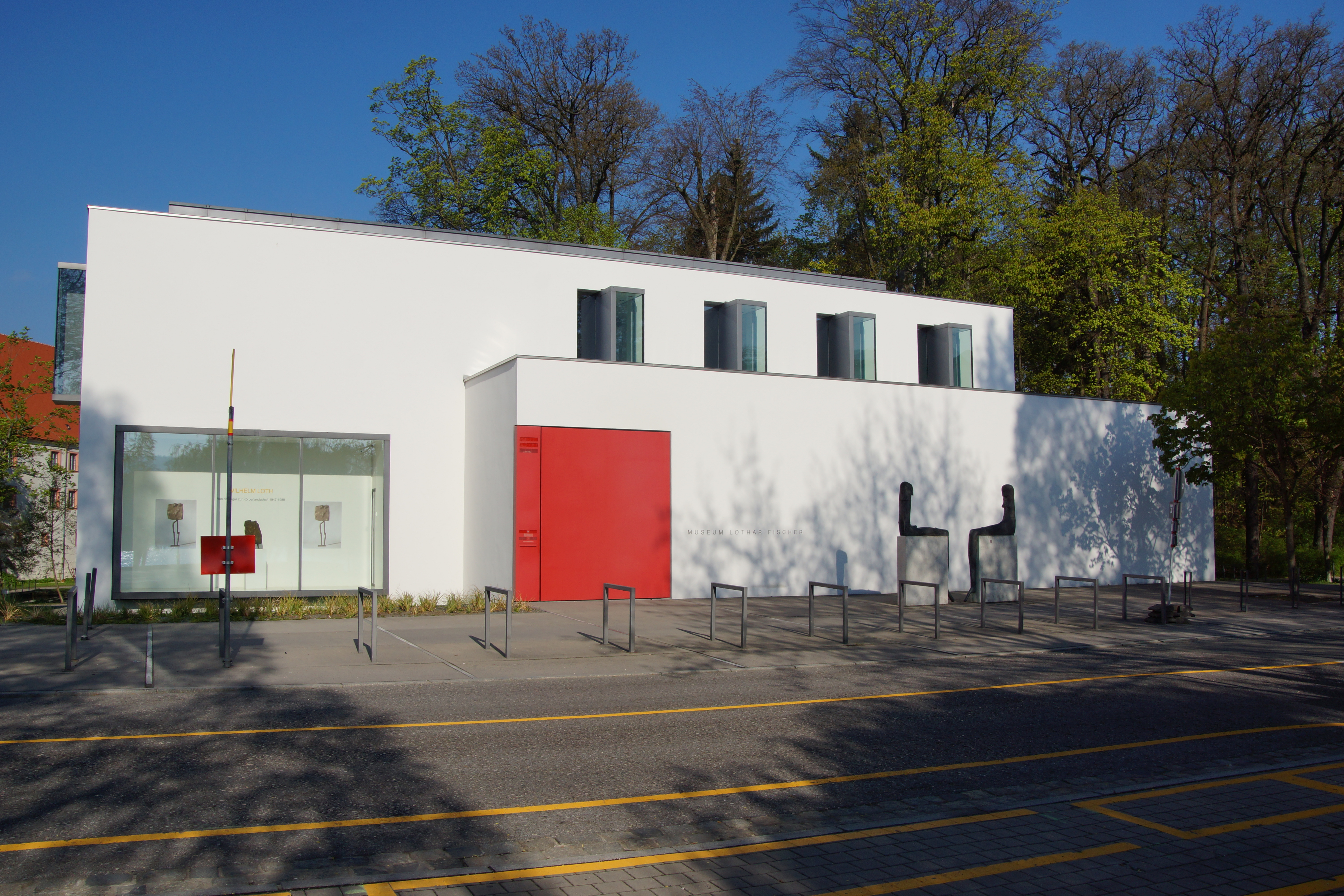
Museum Lothar Fischer, Neumarkt in der Oberpfalz

- Umbau und Sanierung Wohnhaus, Nürnberg
- Erweiterung Wohnhaus Berschneider, Pilsach
- 2001: Erweiterung Reitstadel, Neumarkt in der Oberpfalz
- 2002–2004: Museum Lothar Fischer, Neumarkt in der Oberpfalz[7]
- 2005–2009: Umbau zu Maybach-Museum, Neumarkt in der Oberpfalz
- 2012: Theo-Betz-Schule, Neumarkt in der Oberpfalz
- 2015: Willibald-Gluck-Gymnasium, Neumarkt in der Oberpfalz
- 2014–2016: Umbau und Sanierung Kapuzinerkloster Neumarkt in der Oberpfalz
- 2017: Fertigungshalle und Verwaltungsgebäude FIT AG, Lupburg
- 2019: Josef Rädlinger Bauunternehmen, Cham
- 2019: Generalsanierung Boutiquehotel Villa Rein, Bad Reichenhall[8]
- 2014–2020: U-Bahnhof Großreuth bei Schweinau

## Auszeichnungen und Preise
- 2004: Kulturpreis der Stadt Neumarkt i. d. OPf. für Johannes Berschneider[9]
- 2009: Auszeichnung – Deutscher Holzbaupreis für Erweiterung Wohnhaus Berschneider, Pilsach
- 2014: Auszeichnung – Deutscher Innenarchitekturpreis für Umbau Empfangsbereich MR Regensburg
- 2016: BDA-Preis Bayern für Stille Örtchen Golfclub, Lauterhofen[10]
- 2018: Bayerischer Architekturpreis für Johannes Berschneider
- 2018: Anerkennung – Architekturpreis der Stadt Nürnberg für Umbau und Sanierung Wohnhaus, Nürnberg[11]
- 2019: Auszeichnung – Deutscher Innenarchitekturpreis für Landgasthof Meier, Hilzhofen
- 2019: Auszeichnung – Deutscher Innenarchitekturpreis für Fertigungshalle und Verwaltungsgebäude FIT AG, Lupburg

## Ausstellungen
- 2020: Architekturgalerie München[12][13]